# BOBO族：新社會精英的崛起
《BOBO族：新社會精英的崛起》（英語：Bobos in Paradise）是保守主義評論家大衛·布魯克斯著作於2000年的書名（台灣於2001年出版），其中 bobo 一字是作者布魯克斯最有名的新詞，是 bourgeois bohemian（中產階級式的波希米亞人）的縮寫，為1980年代「雅痞」一詞的衍生詞，形容1990年代之後，因為資訊時代的快速來臨，隨著高度的創作空間與快速的財富累積，而來到中上到上層階級的新高級知識份子。他們鮮少違背主流社會，對於社會中不同的聲音有極高的容忍度，不會吝惜購買昂貴的物品，相信現今的資本主義社會（如美國）是屬於菁英領導的社會。
布魯克林在此書中認為，這些「新社會菁英」象徵1960年代自由理想主義與1980年代自利主義的結合。批判此書的人則批評布魯克林並未清楚論據為何這些社會菁英是「新的」，他們認為這些所謂「BOBO族」只是反映先前早已存在的菁英階級的品味或喜好改變，而非社會流動之下的新產出物。
此書原名《Bobos in Paradise》也譯為《天堂裡的布波族》。